# 志方町
志方町（しかたちょう）は、兵庫県加古川市の最北端に位置する地域である。本項では、かつて存在した印南郡志方町についても述べる。

## 概要

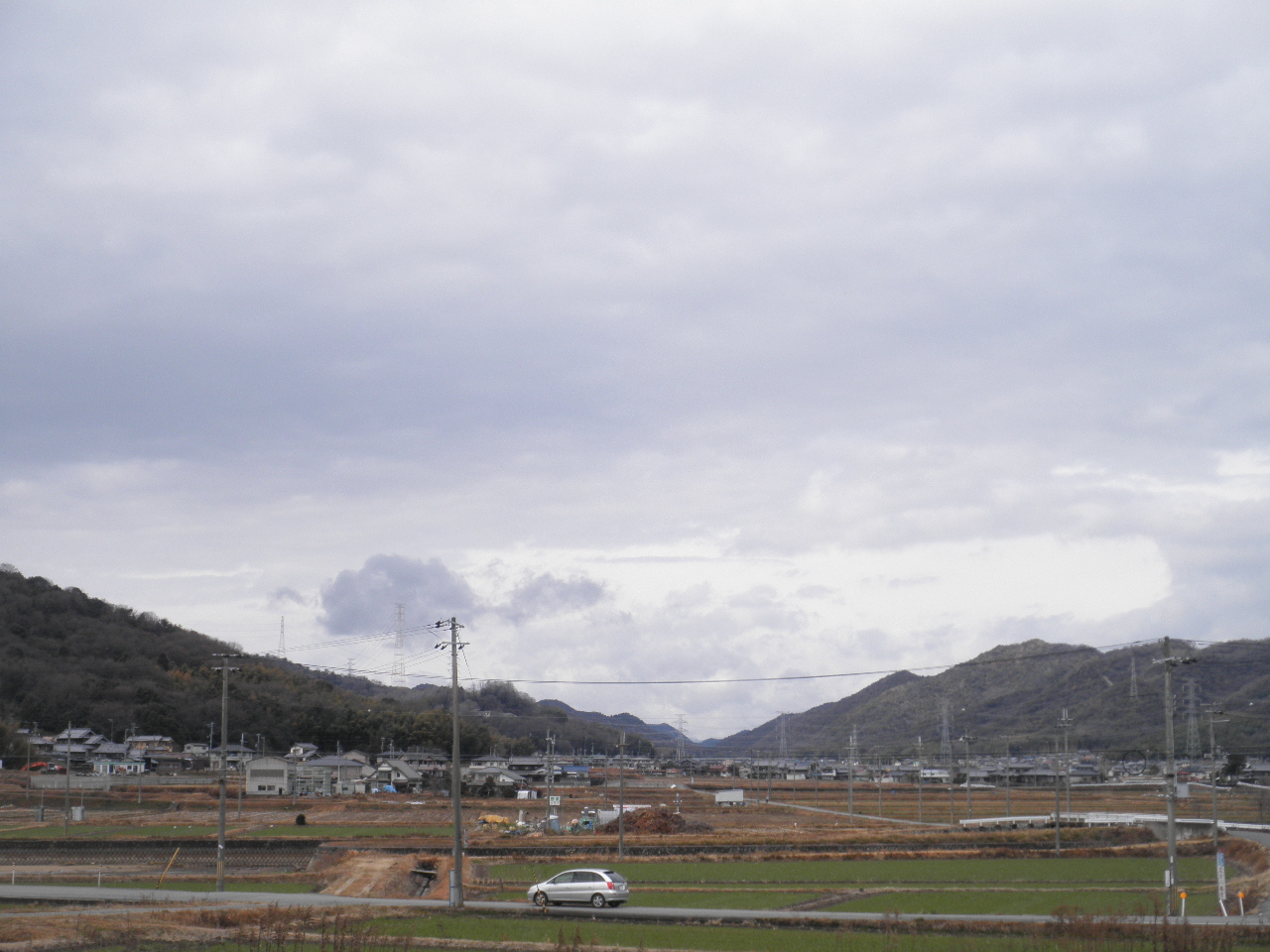
当町の農業地帯
志方町大宗で撮影

- 兵庫県播磨地方の南東部・加古川市の北西側に位置し、播磨臨海工業地帯の奥座敷と呼ばれており、山に囲まれた場所にある。[1]人口は約1万1000人であり、年々人口が減少している。[2]
- 加古川市の町名のなかでは一番面積が広い。

## 志方の名の由来
神功皇后が三韓征伐に行かれたとき、この地に上陸、今の宮山に上り、たくさんのシカが田野の間の群れあそびのをご覧になって「あなおもしり、鹿田とは名付けまし」と感嘆されたのにちなんで、鹿田と称するようになり、のち鹿田と改め、さらに「志し来りし方」の意味を以て志方になったものといわれている。

## 地勢
南は神吉地区（宝殿）、南西は高砂市、西は姫路市、北は加西市、東は平荘町に接している。その地勢は総面積の70%におよぶ山地が北及び東、西の三方向にそびえて南に向かって大きく口を開けた形である。山に囲まれた中央の平地は天神山、宮山、石打山によって東西に分断され、東の平地は帯状にして平坦、遠く加古川の西岸に及び、加古川の支流域と見てよく、西の平地は傾斜のゆるい台地が起伏して神吉平野に続いている。
| 方位および地名      | 距離    | 経度（東経）  | 緯度（北緯） |
| ------------------- | ------- | ------------- | ------------ |
| 東端 野尻栗の木峠   | 10.7 km | 134度52分44秒 | 34度49分56秒 |
| 西端 原荒神谷川南   | 10.7 km | 134度45度58度 | 34度49分21秒 |
| 南端 横大路小山の西 | 7.4 km  | 134度48分18秒 | 34度47分47秒 |
| 北端 畑法華口       | 7.4 km  | 134度49分2秒  | 34度51分48秒 |

- 土地の最高地 - 高御位山 (304.2m)
- 土地の最低地 - 横大路大坪南 (5m)

## 歴史
- 当町に古墳群が散在することから、縄文時代から弥生時代にかけて集落が形成された[3]。
- 江戸時代は一橋徳川家の領地となった。細工所村に細工所陣屋が置かれ、玉田氏が代官職を世襲した。

### 沿革
1953年10月に町村合併促進法が施行（昭和の大合併）されると、1954年3月に兵庫県加印地方事務所は管内を6ブロックに分けた合併案を示す。このうち志方ブロック（志方村・東志方村・西志方村）については合併にあたっての支障が他ブロックより少なく、同年8月に6ブロックの中で最も早く合併を果たした。
昭和40年代に入ると高砂市と志方町との合併論議が高まる。1968年（昭和43年）11月29日に任意の合併協議会が発足し、1969年（昭和44年）10月に高砂市は合併を前提とした「高砂市建設計画案」を発表、将来の山陽自動車道開通等を見据えて「工業優先から生活中心の政策」「生命を大切にする都市政策」などの見出しを掲げた。1970年（昭和45年）には法定合併協議会が成立し、新市建設計画案を承認した。しかし計画案は特に中志方地区で反対意見が強く、1971年（昭和46年）の志方町長選・町議選で体制が合併慎重派に代わったため、高砂市との合併の話は流れてしまった。
1972年（昭和47年）、加古川市・高砂市・稲美町・播磨町・志方町による「二市三町議会公害対策協議会」および「東播臨海広域行政協議会」が結成され、広域行政化の流れができる。これを基にして加古川市長・稲岡貞男は2市3町による合併を提唱し、稲岡の後任である中田敬次もこれを引き継いだ。折しも石油ショック後の財政難の中で合併実現によるスケールメリットで補えないかとする考えは2市3町で共通するものであり、1977年（昭和52年）9月16日の東播臨海広域行政協議会の審議会の席上でそれぞれの市町の9月議会で正式な合併協議会の設置を提案して承認を得ることを申し合わせた。しかし高砂市議会は9月議会で合併協議会の設立へ進むことができず、審議未了で廃案、高砂市は合併協議から離脱した。合併協議会は条件の整ったところから一つ一つ合併を積み上げることとし、1978年（昭和53年）3月6日に志方町は加古川市との1市1町の合併を提案、加古川市もこれを受けて合併が成立することとなった。

#### 志方町時代
- 1954年（昭和29年）8月1日 - 志方村・東志方村・西志方村が合併し志方町発足。
- 1957年（昭和32年）12月31日 - 西出張所（志方町原）廃止。
- 1959年（昭和34年）2月28日 - 東出張所（志方町細工所）廃止。
- 1979年（昭和54年）2月1日 - 加古川市に編入され消滅。

#### 加古川市時代
- 1983年（昭和58年）3月 - 加古川市中央消防署志方分署開所。
- 2002年（平成14年）4月1日 - 保育園・幼稚園が一体となった（幼保一体化施設）しかた子ども園が開園。

## 行政
町長
- 藤本和蔵（4期）
- 黒田寛一（1期）
- 広瀬義一（2期）[2]

### 町木・町花
- 町木:マツ[2]

当町の3分の2は山地であり、アカマツ・クロマツの生育地であることから制定された。
- 町花:サツキ[2]

当町にツツジが生育していることから制定された。

## 経済

### 農業
- 播磨地方の穀倉地帯として米作・麦作・花卉栽培・イチジク栽培が盛んである。また、綿作も行っている。[7]

### 工業
- 靴下 - 「志方靴下」と呼ばれており、加古川市の靴下製造の歴史は100年以上あり、明治初年に志方町の住民が上海から手廻しの靴下編立機を持ち帰り、製造を始めたことにより靴下の製造が始まった。大正初期に半自動式編立機、さらに1924年（大正13年）には自動編立機が輸入されるなど技術革新が進み、また、1923年（大正12年）の関東大震災による情勢変化などにより、播磨の産地規模は急速に拡大し、東南アジアや中国にも輸出されるようになった。1953年（昭和28年）に兵庫県靴下工業組合（高砂市）が設立された。また、ナイロンを始めとする合成繊維の開発により、設備の近代化、技術水準の高度化が進んでいる。現在、コンピューター編立機や特化した設備で特殊素材の使用へと移行している。東南アジアなどからの輸入の増加に対して、付加価値のある商品開発へ移行している[8][7]。
- タオル

## 地域

### 施設
- 加古川食肉センター[9] - 家畜の受け入れ搬入から、と畜解体を行い、枝肉出荷まで行われている施設である[10]。

### 教育

#### 子ども園
- しかた幼稚園（しかた子ども園）

#### 小学校
- 加古川市立志方小学校
- 加古川市立志方東小学校
- 加古川市立志方西小学校

#### 中学校
- 加古川市立志方中学校

## 出身人物

### 政治・経済
- 稲岡孝治郎 - 稲岡商店合名会社代表社員、イカリ印タオル製造業。
- 中尾正幸 - カネユキ精肉店店主、志方食肉組合理事、志方油脂組合長。
- 沼田静治 - 大地主、志方銀行頭取、広尾金融社長[11][12]。
- 沼田十郎 - 志方銀行頭取。
- 平井参次 - 志方食肉卸小売組合名誉会長、兵庫県食肉卸組合連合会会長、兵庫県食肉環境衛生同業組合・同食肉共同組合相談役。
- 平岡萬次郎 - 弁護士、衆議院議員。平岡太吉の長男[13]。
- 平岡定太郎 - 内務官僚、樺太庁長官、福島県知事。平岡萬次郎の弟[13]。作家三島由紀夫（本名は平岡公威）の祖父[14]。
- 横山三良 - 三喜繊維社長、兵庫県靴下工組理事長。

### 文化
- 植原繁市 - 詩人。

### 学者
- 竹中團次郎 - 国学者。
- 玉田黙翁 - 儒者。

### その他
- 渡辺信二 - パイロット。

### 歴史上の人物
- 櫛橋光 - 黒田孝高の正妻。志方城主櫛橋伊定の娘。

## 史跡
- 面方谷古墳
- 天神山古墳群
- 志方城
- 中道子山城
- 細工所陣屋
- 三島由紀夫先生慰霊の碑 - 三島由紀夫の本籍地・志方町にある。子授地蔵尊として知られる「玉の緒地蔵尊」がまつられた場所にある石碑[14]。

## 寺社
- 安楽寺 (加古川市)
- 長楽寺
- 志方八幡宮
- 観音寺 (加古川市志方町)

## 公共施設
- 加古川市立志方体育館
- 志方郵便局
- 加古川市役所志方市民センター

## イベント
- コスモスまつり（毎年10月ごろ）